# Edmundsbury

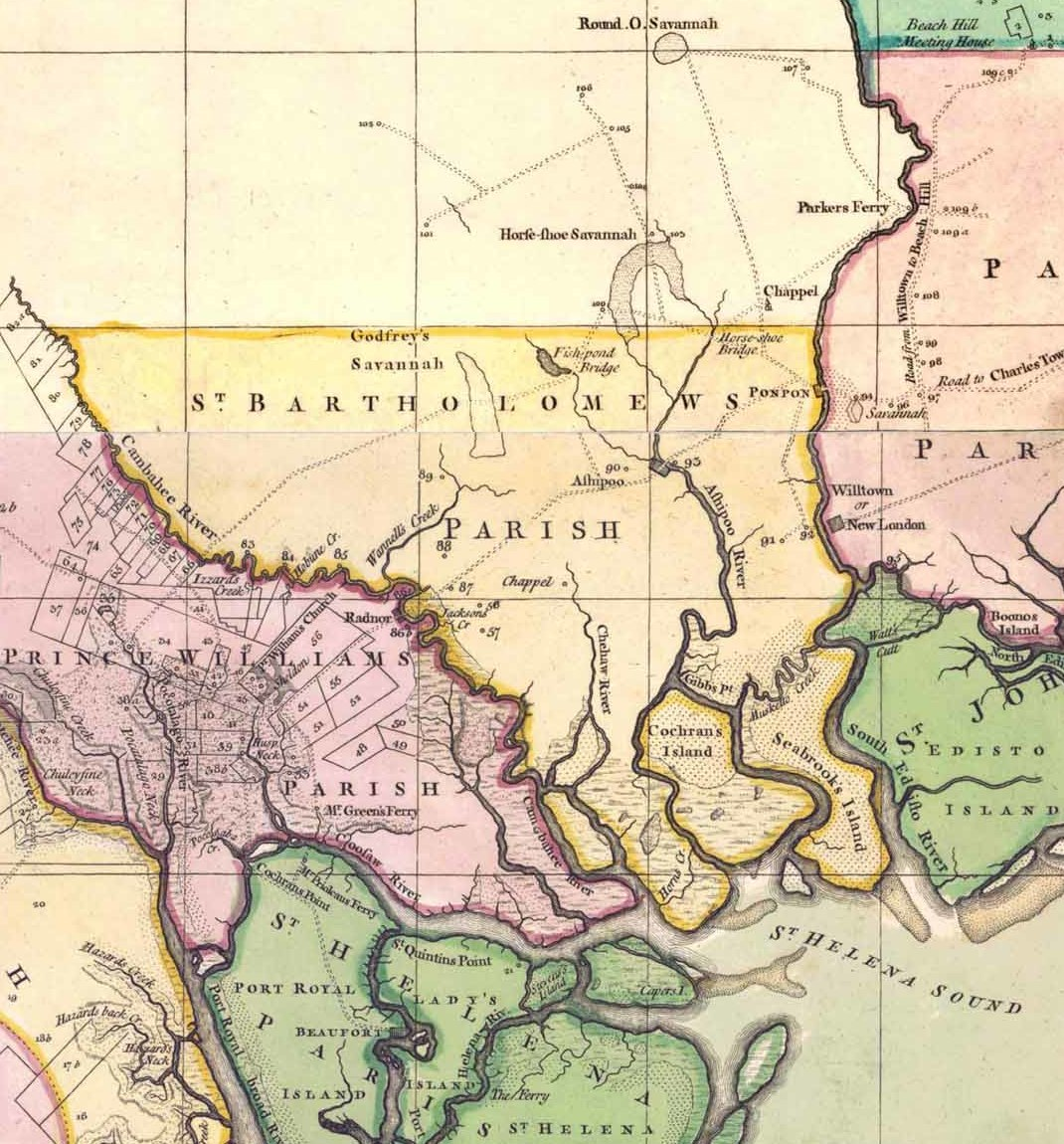
Ashipoo (Edmundsbury) im St. Bartholomews Parish, Karte von 1757

Edmundsbury (selten auch Ashepoo, Ashipoo, als Flussquerung Ashepoo Ferry) ist eine Wüstung am Westufer des Ashepoo River nahe der heutigen Siedlung Ashepoo in South Carolina.
Landgraf Edmund Bellinger II. legte um 1740 auf einem Teil der Herrschaft eine Siedlung an, die er nach seinem Vater Landgraf Edmund Bellinger I. Edmundsbury nannte. Von den 96 ausgewiesenen Stadtgrundstücken wurden jedoch nur zwei jemals verkauft. Später wurde hier eine Brücke über den Ashepoo angelegt, die im Laufe der nächsten Jahrhunderte wohl mehrmals wieder zerstört und durch eine Fähre ersetzt wurde. 1745 wurde beschlossen, in Edmundsbury eine sogenannte chapel of ease, eine Filialkirche für den St. Bartholomew Parish, zu errichten. Ein Kirchenbau aus Backstein wurde 1760 fertiggestellt, aber wahrscheinlich im Amerikanischen Unabhängigkeitskrieg verlassen und zerstört. Ähnlich ging es wohl auch den drei hölzernen Nachfolgebauten. Gegen Ende des Sezessionskrieges brannten die letzte Kirche und das einzige andere Gebäude der Siedlung nieder. Der Historiker Robert Olwell nennt Edmundsbury zusammenfassend eine Stadtgemeinde, die nur in der Vorstellung der Kolonisten existierte und die Verhältnisse in England imitieren sollte.